# FC Kray
FC Kray is een Duitse voetbalclub uit het stadtteil Kray in Essen die uitkomt in de Regionalliga West.
De club werd in 1987 opgericht als fusie tussen DJK-Sportverein Kray 09 (uit 1909) en VfL Kray 1931. In het seizoen 2012/13 speelt de club na twee kampioenschappen op rij in de Regionalliga West. Na één seizoen werd de club echter weer naar de Oberliga Niederrhein verwezen, maar kon ook na één seizoen terugkeren. In 2016 volgde een nieuwe degradatie. In 2017 volgde een tweede degradatie op rij.

## Erelijst
- Niederrheinliga: 2012
- Landesliga Niederrhein: 1990, 2000, 2011